# Nubijci
Nubijci (arap. نوبي, Nuubi) etnička su grupa koja vuče korijene iz sjevernog Sudana, dok danas uglavnom žive na području istočne i sjeverne Afrike, poput južnog Egipta.
Nubijski narod u Sudanu živi na području regije Wadi Halfa na sjeveru, odnosno na području regije Aldaba na jugu. Glavne nubijske podgrupe od sjevera prema jugu su Halfaweyen, Sikut (Sickkout), Mahas i Danagla, a svaka podskupina govori različitim dijalektima nubijskog jezika (Nobiin).
U atničko doba Nubijce su Egipćani opisivali kao vrlo tamnopute, često s velikim okruglim naušnicama, te s pletenicama ili dugom kosom. Drevni Nubijci bili su poznati po golemom bogatstvu, jer su živjeli na trgovačkom sjecištu između centralne Afrike i civilizacija uz rijeku Nil, poput Egipta. Osim toga, poznati su kao i vrsni strijelci koji su koristili otrov u šiljcima strijela. Nubijska civilizacija bila je vrlo razvijena; koristili su pismo od 23 slova, a gotovo cijelo stoljeće vladali su gornjim i donjim egipatskim kraljevstvima iz gradova Napata i Meroe (Kraljevstvo Kuš).

## Vanjske poveznice
- „Nubijci u Egitu: Prošlost i sadašnjost“ (Johanna Granville)
- Nubijci  Arhivirana inačica izvorne stranice od 29. rujna 2008. (Wayback Machine)
- Nubians Use Hip-hop to Preserve Culture (Sudan Tribune)